# デニス・ブシェニング
デニス・ブシェニング（独: Dennis Buschening, 1991年3月2日 - ）は、ドイツ・バーデン＝ヴュルテンベルク州エスリンゲン・アム・ネッカー出身のサッカー選手。ポジションはフォワード。母親はタイ人。

## 経歴

### ドイツ
U-17ボルシア・ドルトムントに所属した2007-08シーズンはU-17ブンデスリーガ（Bユース・ブンデスリーガ）西地区で優勝した。ブシェニングは22試合1得点の成績を残したが、先発出場は3試合のみだった。
2008年7月、U-19ロートヴァイス・エッセンに加入した。2008-09シーズンはU-19ブンデスリーガ（Aユース・ブンデスリーガ）西地区で24試合2得点だった。
2010年7月、NRWリーガ（ドイツ5部）のSV Westfalia Rhynernに加入した。2010-11シーズンは33試合15得点で得点ランキング4位タイだった。
2011年7月、レギオナルリーガ西地区（4部）のSCフェールに加入した。2011-12シーズンは先発出場はなく、13試合0得点に終わった。特に2012年に入ってからは3試合にベンチ入りしたのみで出場機会はなかった。
2012年7月、オーバーリーガ・ヴェストファーレン（5部）のHammer SpVgに加入した。2012-13シーズン前半戦は14試合（先発11試合）に出場したが無得点に終わった。

### タイ
2013年1月、タイ・プレミアリーグ（タイ1部）のブリーラム・ユナイテッドFCに加入した。AFCチャンピオンズリーグ2013はグループリーグの江蘇舜天足球倶楽部戦、ラウンド16のFCブニョドコル戦に途中出場した。
2013年6月、プレミアリーグのBECテロ・サーサナFCにローン移籍した。7月7日、第18節チョンブリーFCに途中出場し、プレミアリーグでデビューした。第24節バンコク・グラスFC戦で初先発すると、第25節チャイナートFCの後半アディショナルタイムに初得点を記録した。2013シーズンはテロ・サーサナで6試合1得点だった。
2014年1月、プレミアリーグのアーミー・ユナイテッドFCにローン移籍した。

## 代表歴
- 2006年 U-17ドイツ代表